# Даниловка (Луганская область)
Дани́ловка (укр. Данилівка) — село, относится к Беловодскому району Луганской области Украины.

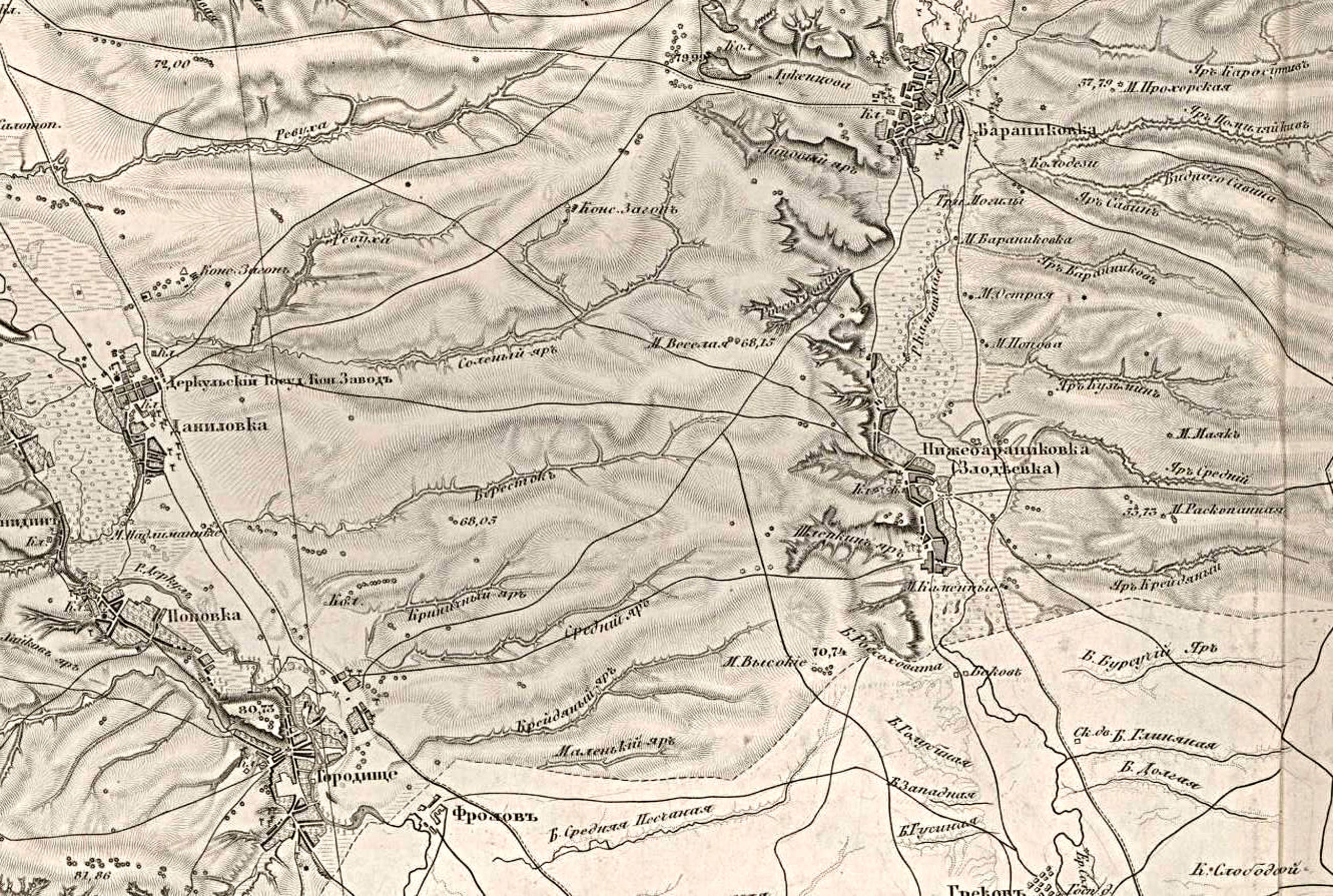
Даниловка на карте XIX века

Население по переписи 2001 года составляло 854 человека. Почтовый индекс — 92833. Телефонный код — 6466. Занимает площадь 3,612 км². Код КОАТУУ — 4420684401.
Расположено на реке Деркул (приток Северского Донца).

## Местный совет
92833, Луганська обл., Біловодський р-н, с. Данилівка (укр.)